# Кузу
Ку́зу, щеткохвосты, щёткохвостые поссумы, кистехвостые кускусы (Trichosurus) — род млекопитающих семейства поссумов. Включает в себя пять видов.

## Распространение
Кузу распространены на территории всей Австралии, в том числе встречаются на близлежащих островах, например, в Тасмании. Также были завезены на территорию Новой Зеландии, где они представляют угрозу местной фауне, прежде всего новозеландской нелетающей птице киви.

## Внешний вид
Длина туловища кузу составляет от 32 до 60 см, а хвост достигает длины до 35 см. Вес — до 5 кг. Мех мягкий, шелковистый; цвет варьируется от серовато-белого до коричневого и чёрного. Уши имеют треугольную форму и значительно больше, чем у кускусов. Хвост густоопушённый, цепкий.

## Образ жизни
Кузу являются древесными лазающими животными. Их естественная среда обитания — леса и другие лесистые местности, хотя также встречаются в почти безлесных районах и полупустынях. В городах обитают на территории парков и садов. В дневное время суток прячутся в дуплах деревьев, а также на чердаках и в сараях, а ночью выходят в поисках еды, зачастую спускаясь на землю. Ведут, как правило, одиночный образ жизни, помечая свою территорию.

## Питание
Кузу преимущественно питаются растительной пищей: листьями, фруктами, цветами. Иногда поедают насекомых и мелких позвоночных, например, птенцов птиц.

## Размножение
Приплод женские особи кузу приносят один-два раза в год. Детеныши вынашиваются от 16 до 18 дней, и, как правило, рождается один детёныш, очень редко — два. Сумка у животного развита хорошо, имеются два соска. Спустя четыре-семь месяцев детёныш покидает сумку, а через шесть—десять месяцев отнимается от груди. Половая зрелость наступает на втором или третьем году жизни. Продолжительность жизни — 10-15 лет.

## Виды
В роде кузу выделяются пять видов:
- Лисий кузу (Trichosurus vulpecula) распространён на территории практически всей Австралии за исключением северной части материка. Кроме того, завезён на территорию Новой Зеландии.
- Собачий кузу (Trichosurus caninus) обитает в прибрежных районах северо-восточной части Австралии.
- Северный кузу (Trichosurus arnhemensis) обитает в регионе Кимберли в северной части штата Западная Австралия.
- Горный кузу (Trichosurus cunninghamii)[источник не указан 2714 дней] обитает в горных районах штата Виктория.
- Медный кузу (Trichosurus johnstonii)[источник не указан 2714 дней] обитает во влажных тропических лесах Квинсленда.

- Trichosurus arnhemensis
- Trichosurus caninus
- Trichosurus vulpecula